# Budomero
Budomero es un subcondado del distrito de Kaliro. Está ubicado en la región Oriental de Uganda.

## Superficie
Posee una superficie de 79,55 kilómetros cuadrados.

## Población
Hasta 2020 presentaba una población de 29 800 habitantes, con una densidad de población de 374,6 habitantes por kilómetro cuadrado. De ellos 14 700 correspondían a hombres (49,3%) y 15 100 mujeres (50,7%).